# Kvemo Ambreti
Kvemo Ambreti (en georgiano: ქვემო ამბრეთი) o Dallag Ambret (en osetio: Дæллаг Амбрет) es una aldea que pertenece a la parcialmente reconocida República de Osetia del Sur, parte del distrito de Znaur, aunque de iure pertenece al municipio de Tighvi de la región de Iberia Interior de Georgia.

## Geografía
Kvemo Ambreti se encuentra a orillas del río Froni oriental, a 15 kilómetros de Kornisi.  

## Historia
La aldea estuvo incluida en el distrito de Znaur hasta 1991. Desde entonces pasó a estar incluido en el municipio de Kareli y posteriormente, en el municipio de Tighvi. 

## Demografía
La evolución demográfica de Kvemo Ambreti entre 1916 y 2015 fue la siguiente:
| 171                                                      | 130 | 68 | 37 | 24 | 15 | 77 |
| (Fuente: Population of South Ossetia since Soviet times) |     |    |    |    |    |    |

Según el censo soviético de 1959, la mayoría de la población local eran osetios.